# SDSS J104034.48+004902.6
SDSS J104034.48+004902.6은 육분의자리에 위치한 적색 나선 은하(Red spiral galaxy)이다. 적색 나선 은하는 항성 형성 과정이 멈춘 직후의 나선 은하로, 일반적인 청색의 나선 은하에서 적색의 조기형 은하로 진화하는 과정에 있는 것으로 여겨진다.

## 적색 나선 은하
적색 나선 은하는 색 등급도 상에서 청색의 나선 은하와 만기형 나선 은하의 6%에 해당하는 적색의 조기형 나선 은하 중간 단계에 위치해 있다. 보통 크기가 큰 은하 에서만 이 단계가 나타날 수 있으며, 그러기 위해서는 항성 형성 과정이 최소 10~20억 년 전에 멈춰야 한다. 또한 그것이 나선팔의 구조에 영향을 끼치지 않을 정도여야 한다. Galaxy Zoo(은하 동물원) 프로젝트에 참여한 스티븐 뱀포드(Steven Bamford) 외 16명의 논문에서, 슬로언 전천후 관측(SDSS) 목록에 등록된 나선 은하들을 대상으로 연구한 결과, 보통의 나선 은하와 달리 적색을 띠는 나선 은하를 여럿 발견했다고 밝혔다. 보통의 나선 은하는 항성 형성 과정이 활발하기 때문에 청색을 띤다. 그러나 항성 형성 과정이 멈추게 되면 이후 나이든 별들이 주를 이루어 적색을 띤다. 크기가 작은 나선 은하의 경우에는 이러한 상태에서 나선팔을 유지하는 것이 매우 어렵기 때문에, 크기가 상대적으로 큰 은하에서 나타날 수 있다.